# Lassicourt
Lassicourt település Franciaországban, Aube megyében. Lakosainak száma 53 fő (2022. január 1.). Lassicourt Perthes-lès-Brienne, Rosnay-l’Hôpital, Saint-Christophe-Dodinicourt és Saint-Léger-sous-Brienne községekkel határos.

## Népesség
A település népessége az elmúlt években az alábbi módon változott:
| Lakosok száma | 66   | 82   | 72   | 49   | 67   | 65   | 63   | 59   | 58   | 53   |
|               | 1968 | 1982 | 1990 | 2006 | 2013 | 2015 | 2017 | 2019 | 2020 | 2022 |